# 평화 준마
평화 준마는 조선민주주의인민공화국의 평화자동차가 운영하는 승리자동차련합기업소에서 제작한 대형차이다. 쌍용 체어맨의 라이선스를 받아서 제작한 것이다.